# Summer Grand Prix di salto con gli sci
Il Summer Grand Prix di salto con gli sci è un circuito internazionale di gare di salto con gli sci organizzato annualmente dalla Federazione Internazionale Sci (FIS), a partire dal  1994.
Le gare si svolgono da luglio ad ottobre prevalentemente su trampolini europei, con alcune prove in Asia.
Ai primi 30 classificati di ogni singola gara vengono assegnati punti a scalare (100 punti al vincitore, 1 al 30°). Alla fine della stagione il saltatore con il punteggio complessivo più alto vince il Summer Grand Prix.
Dal 2012 è stato istituito anche il circuito al femminile e la corrispondente assegnazione del trofeo alla saltatrice che conclude il Summer Grand Prix col punteggio più elevato.

## Albo d'oro
| Stagione | Uomini                 | Uomini      | Donne          | Donne       |
| Stagione | Individuale            | Nations Cup | Individuale    | Nations Cup |
| -------- | ---------------------- | ----------- | -------------- | ----------- |
| 1994     | Takanobu Okabe         | -           | -              | -           |
| 1995     | Andreas Goldberger     | -           | -              | -           |
| 1996     | Ari-Pekka Nikkola      | -           | -              | -           |
| 1997     | Masahiko Harada        | -           | -              | -           |
| 1998     | Masahiko Harada        | -           | -              | -           |
| 1999     | Sven Hannawald         | Giappone    | -              | -           |
| 2000     | Janne Ahonen           | Finlandia   | -              | -           |
| 2001     | Adam Małysz            | Austria     | -              | -           |
| 2002     | Andreas Widhölzl       | Austria     | -              | -           |
| 2003     | Thomas Morgenstern     | Austria     | -              | -           |
| 2004     | Adam Małysz            | Austria     | -              | -           |
| 2005     | Jakub Janda            | Austria     | -              | -           |
| 2006     | Adam Małysz            | Austria     | -              | -           |
| 2007     | Thomas Morgenstern     | Austria     | -              | -           |
| 2008     | Gregor Schlierenzauer  | Austria     | -              | -           |
| 2009     | Simon Ammann           | Norvegia    | -              | -           |
| 2010     | Daiki Itō              | Polonia     | -              | -           |
| 2011     | Thomas Morgenstern     | Austria     | -              | -           |
| 2012     | Andreas Wank           | Giappone    | Sara Takanashi | Giappone    |
| 2013     | Andreas Wellinger      | Germania    | Sara Takanashi | Giappone    |
| 2014     | Jernej Damjan          | Norvegia    | Sara Takanashi | Giappone    |
| 2015     | Kento Sakuyama         | Germania    | Sara Takanashi | Giappone    |
| 2016     | Maciej Kot             | Polonia     | Sara Takanashi | Giappone    |
| 2017     | Dawid Kubacki          | Polonia     | Sara Takanashi | Giappone    |
| 2018     | Evgenij Klimov         | Polonia     | Sara Takanashi | Giappone    |
| 2019     | Dawid Kubacki          | Giappone    | Sara Takanashi | Slovenia    |
| 2020     | Cancellato             | Cancellato  | Cancellato     | Cancellato  |
| 2021     | Halvor Egner Granerudi | Norvegia    | Urša Bogataj   | Slovenia    |
| 2022     | Dawid Kubacki          | Polonia     | Urša Bogataj   | Slovenia    |
| 2023     | Vladimir Zografski     | Austria     | Nika Križnar   | Slovenia    |
| 2024     | Paweł Wąsek            | Austria     | Lara Malsiner  | Giappone    |